# Black Medicine
Black Medicine es una colección de cuentos del escritor estadounidense Arthur J. Burks. Fue publicado en 1966 por Arkham House en una edición de 1952 ejemplares y fue el primer libro del autor publicado por la editorial. Todas menos una de las historias habían aparecido originalmente en la revista Weird Tales.

## Contenido
Black Medicine contiene los siguientes cuentos:
1. Cuentos extraños de Santo Domingo
  - "Una chimenea de lámpara rota"
  - "Desierto de los Muertos"
  - "Sombras de la luz del día"
  - "La Hermandad Dolorosa"
  - "El Fantasma Chibo"
  - "Caras"
2. "Tres ataúdes"
3. "Cuando se abrieron las tumbas"
4. "Valle de los Corbies"
5. "Vudú"
6. "El regreso de Luisma"
7. "Así habló la profetisa"
8. "Medicina negra"
9. "Campanas de Oceana"
10. "Los fantasmas de Steamboat Coulee"
11. "Guatemozín el Visitante"